# Taaienberg
Taaienberg er en bakke og en vej i de Flamske Ardenner i Etikhove (Maarkedal) i den belgiske provins Østflandern. Vejen er brolagt med brosten og blev fredet som kulturejendom i 1995.
Under 2. verdenskrig den 29. november 1943 blev et Thunderbolt-fly med den amerikanske pilot Harry Pruden Jr. skudt ned af en tysk Focke-Wulf. Flyet ramte Taaienberg-skråningen med høj hastighed og piloten omkom.

## Cykelsport
Taaienberg bliver regelmæssigt besteget i cykelløbet Flandern Rundt. Det er en hård stigning på 800 meter med brosten. I 1993 blev den erstattet af Bossenaarberg på grund af restaurering.
Taaienberg er i alt blevet besteget 49 gange (1974-1992, 1994-2023) i Flandern Rundt.
Taaienberg bliver også ofte besteget i E3 Harelbeke og Omloop Het Nieuwsblad. Tidligere blev stigningen inkluderet på 2. etape af Tre dage ved Panne, sidste gang i 2006. I de senere år er den også inkluderet i Dwars door Vlaanderen. Derudover var den inkluderet i Dwars door de Vlaamse Ardennen.
Taaienberg er blevet endnu mere populær de senere år, fordi den var "favoritbakken" for publikumsfavoritten Tom Boonen. Han testede altid sine egne ben og konkurrenternes på denne bakke. Derfor kaldes Taaienberg nogle gange Boonenberg. I 2023 blev monumentet Boonen benen opstillet på toppen af Taaienberg, en støbt bronzeskulptur af Boonens ben.